# Pteroglossus azara
Pteroglossus azara е вид птица от семейство Туканови (Ramphastidae).

## Разпространение
Видът е разпространен в Боливия, Бразилия, Венецуела, Колумбия и Перу.